# Lars Laurel

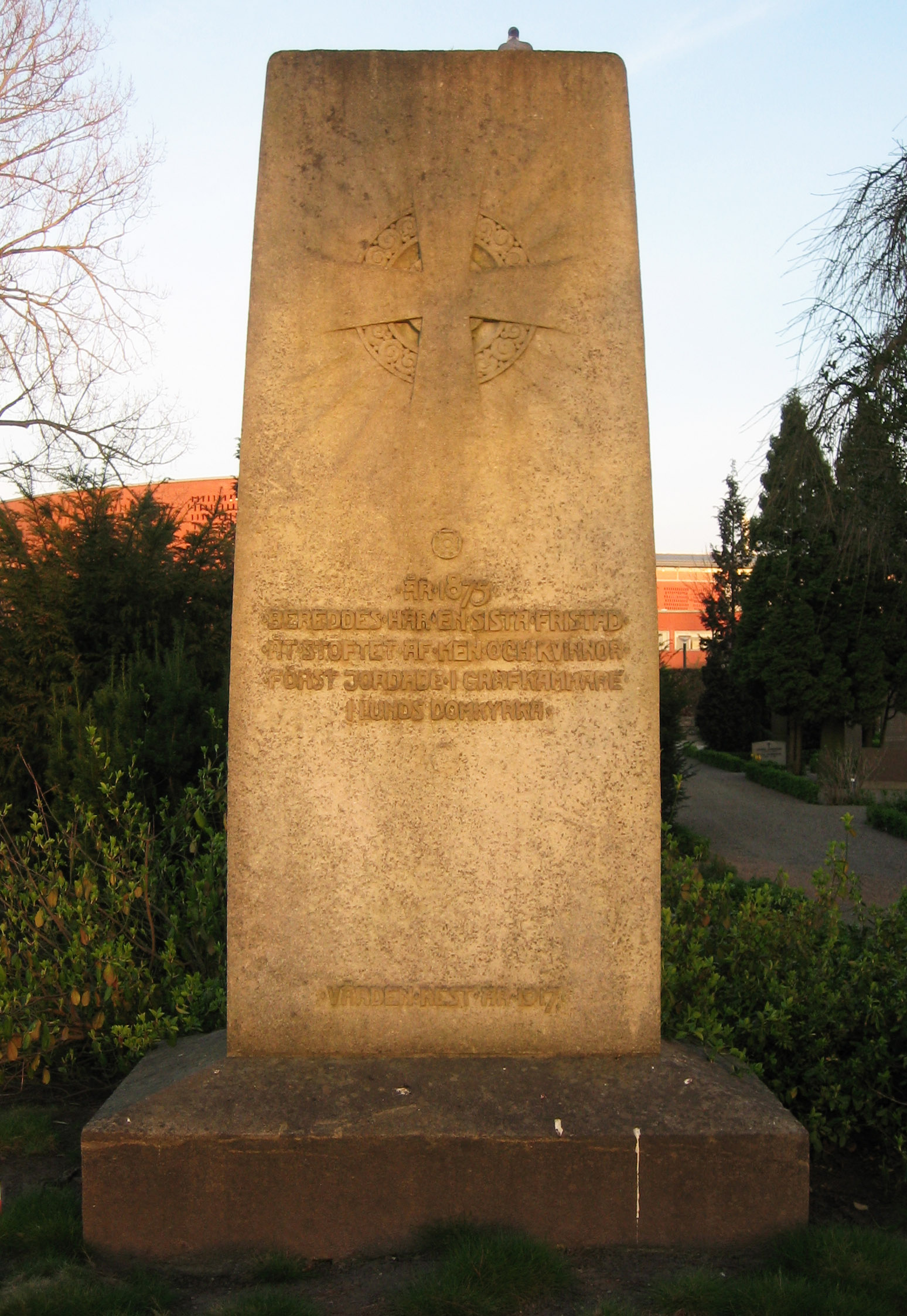
Laurels stoft ligger sedan 1875 i denna massgrav på Norra kyrkogården i Lund.

Lars Laurel, född 25 maj 1705 i Stockholm, död 20 oktober 1793 i Lund, var en svensk filosof, professor.
Laurel bedrev från 1721 filosofiska och juridiska studier i Lund, där han 1733 blev vice universitetsbibliotekarie samt 1736 filosofie magister. Åren 1747-82 var han professor i teoretisk filosofi i Lund. Han blev 1747 ledamot av Vetenskapsakademien. Hans skrifter utgörs dels av en rad akademiska disputationer i filosofi liksom program, dels av några avhandlingar rörande modersmålets stavning - en blandning av strängt fonetiska och fantastiskt etymologiska skrivsätt - och Nordens av Laurel, liksom tidigare av Olof Rudbeck d.ä., påstådda egenskap att vara den mänskliga bildningens urhem.
Laurel gravsattes i Lunds domkyrka, men stoftes flyttades 1875 till Norra kyrkogården i Lund.